# 堪薩斯州州旗
堪薩斯州州旗启用于1927年，旗帜为蓝色，中心为堪薩斯州州徽，上方为一个向日葵，其间有一个蓝黄相间的条纹。1961年在州徽下方添加了大写州名。
堪薩斯州州徽代表了堪萨斯州的历史，其中包括：
- 田野上升起的太阳（象征东方）
- 河流和蒸汽船（象征商业）
- 小屋和耕作的人（象征农业）
- 向西方前进的蒸汽机车（象征西进运动）
- 正在捕获北美野牛的印第安人
- 34颗星（象征联邦第34个州）
- 州格言“Ad Astra per Aspera”。[2]

州法令规定任何与州相关的场合均可使用州旗